# Поздеев, Ипполит Аполлонович
Ипполит Аполлонович Поздеев (12 [24] марта 1845, станица Новочеркасская, Область Войска Донского, Российская империя — 9 [22] декабря 1913, Варшава, Царство Польское, Российская империя) — русский военачальник, генерал от кавалерии (1907).

## Биография
Из дворян Донского казачьего войска (донское дворянство). Родился в 1845 году в Новочеркасске. Окончил Николаевское кавалерийское училище в Санкт-Петербурге, откуда был выпущен корнетом в «регулярный» кавалерийский полк (1864). Однако, в дальнейшем вернулся в казачьи части.
С 1873 года служил в Казачьем лейб-гвардии полку (до 1888). С 1874 года — ротмистр. Служа в том же полку, в 1880 году был произведён в полковники (но не был полковым командиром). 
В 1888 году был назначен командиром Донского 2-го казачьего полка (до 1893). В 1893 году был произведён в генерал-майоры и возглавил Атаманский лейб-гвардии полк (до 1896). 
В начале 1896 года ушёл с этой должности и получил 11-месячный отпуск, после возвращения из которого (1897) был назначен командиром 2-й бригады 15-й кавалерийской дивизии (до 1900).
С 1900 года — командующий 1-й Донской казачьей дивизии, дислоцировавшейся в Замостье. В 1901 году был произведён в генерал-лейтенанты и утверждён в должности начальника дивизии. В этот период времени получал жалование (вместе с так называемыми «столовыми деньгами») 6 000 рублей в год. В 1907 году был произведён в генералы от кавалерии при выходе в отставку.
Был женат на Софии Ивановне Хорват (1841—?), дочери отставного поручика, представительнице дворянского рода Хорватов. Этот брак был бездетным. 
Скончался генерал от кавалерии Поздеев в 1913 году в Варшаве и был похоронен на Вольском православном кладбище (надгробие сохранилось).

## Награды
- Орден Святого Станислава 3 степени (1875)
- Орден Святого Станислава 2 степени (1881)
- Орден Святой Анны 2 степени (1884)
- Орден Святого Владимира 4 степени (1888)
- Орден Святого Владимира 3 степени (1892)
- Орден Святого Станислава 1 степени (1898)
- Медали